# Bethlehem (Georgia)
Bethlehem – miasto w Stanach Zjednoczonych, w stanie Georgia, w hrabstwie Barrow.